# Ingrandes-de-Touraine
Ingrandes-de-Touraine era una comuna francesa situada en el departamento de Indre y Loira, de la región de Centro-Valle de Loira, que el 1 de enero de 2017 pasó a ser una comuna delegada de la comuna nueva de Côteaux-sur-Loire al fusionarse con las comunas de Saint-Michel-sur-Loire y Saint-Patrice.

## Demografía
| Gráfica de evolución demográfica de Ingrandes-de-Touraine entre 1800 y 2014 |
|                                                                             |

Los datos demográficos contemplados en este gráfico de la comuna de Ingrandes-de-Touraine se han cogido de 1800 a 1999 de la página francesa EHESS/Cassini, y los demás datos de la página del INSEE.